# Диалог со временем
Альманах Диалог со временем — рецензируемый научный журнал; печатный орган Российского общества интеллектуальной истории.
В журнале публикуются исследования, посвященные проблемам интеллектуальной истории, которая изучает исторические аспекты всех видов творческой деятельности человека, включая её условия, формы и результаты.
Выходит с 1999 года; с 2007 года — по четыре номера в год. Выходят специальные тематические выпуски.
Включён в индекс цитирования Emerging Sources Citation Index (ESCI) в составе Web of Science Core Collection, Russian Science Citation Index (RSCI), а также в Перечень ведущих рецензируемых научных журналов и изданий, в которых должны быть опубликованы основные научные результаты диссертаций на соискание учёных степеней доктора и кандидата наук.
Главный редактор Л. П. Репина.